# Lacul Căldărușani

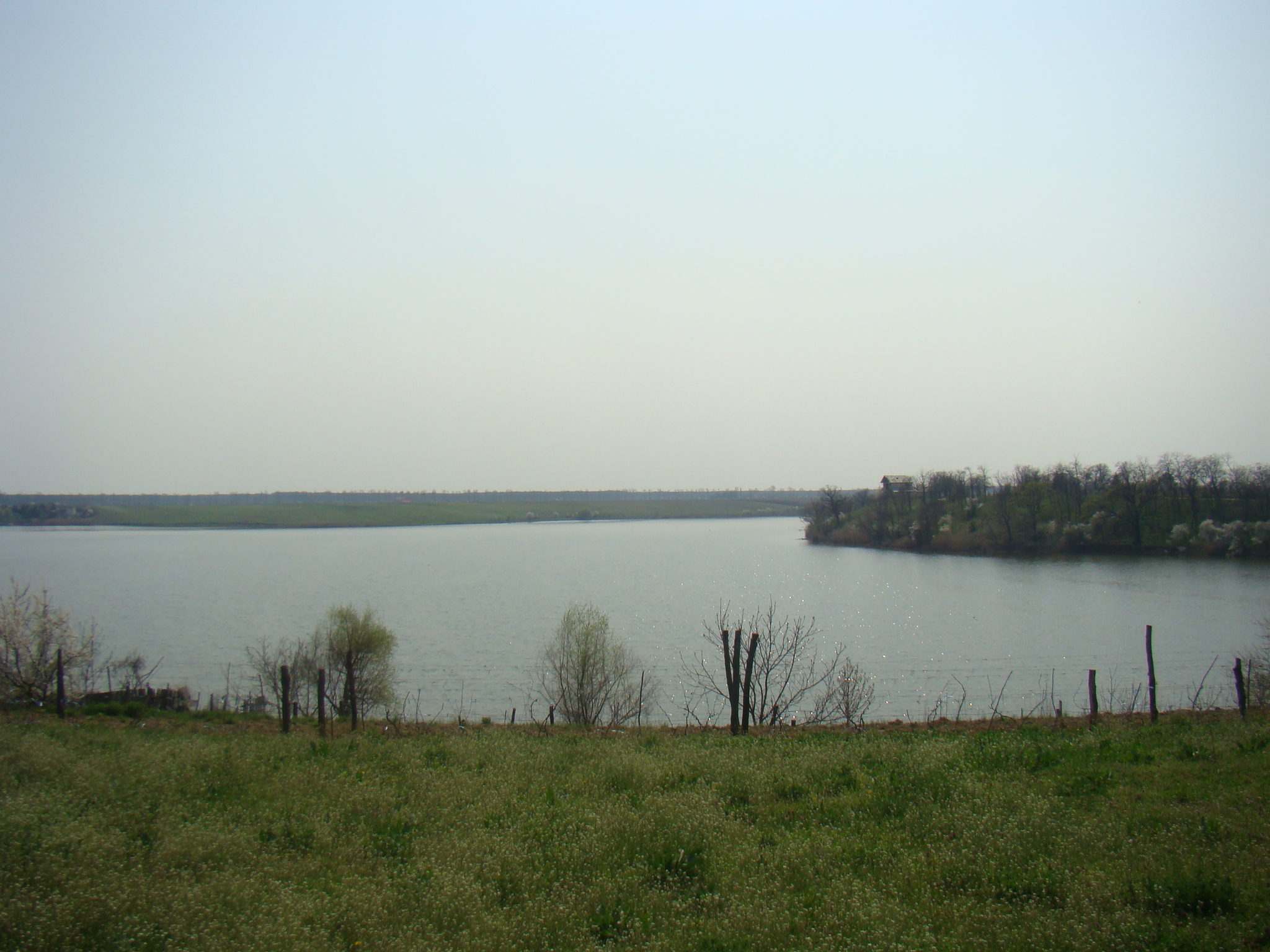
Lacul Căldărușani toamna

Lacul Căldărușani este un liman fluviatil situat la sud de valea Ialomiței. Are o suprafață de 2, 24 km 2 și din abundența îngrășămintelor agricole este supus unui proces de eutrofizare în special cu macrofite (plante acvatice), ceea ce dăunează faunei piscicole.
Adâncimea maximă este de 4 m. Pe malul nordic al lacului se află Mănăstirea Căldărușani; iar pe malul sudic al lacului se află localitatea Grădiștea.